# Norte de Memphis (Tennessee)
Norte de Memphis (ou sua derivada: North Memphis, Tennessee ou North Memphis) é um dos cinco distritos de Memphis, Tennessee, nos Estados Unidos. Inclui bairros menores, como Klondike, Nova Chicago, Douglass, Hyde Park, Hollywood, Nutbush, Binghamton, Smokey City, Frayser e Raleigh. in Memphis.

## História
Norte de Memphis cresceu durante os séculos XIX e XX. Klondike e Smokey City são duas das mais antigas comunidades afro-americanas em Memphis. in Memphis. Bairros históricos como Speedway Terrace, Vollintine-Evergreen e Shelby Forest. in Memphis.
Ao longo dos anos, a área diminuiu devido à expansão urbana e à degradação urbana. Mais recentemente, a área foi afetada por uma alta taxa de crimes violentos, aumentou o número de homicídios por armas de fogo.

### Na cultura popular
No Norte de Mephis nasceram músicos como Laura Dukes, Gary Harrison, Greg Cartwright e rappers como MC Mack, Project Pat, Juicy J, Yo Gotti, Frayser Boy e Lil Wyte.

## Galeria

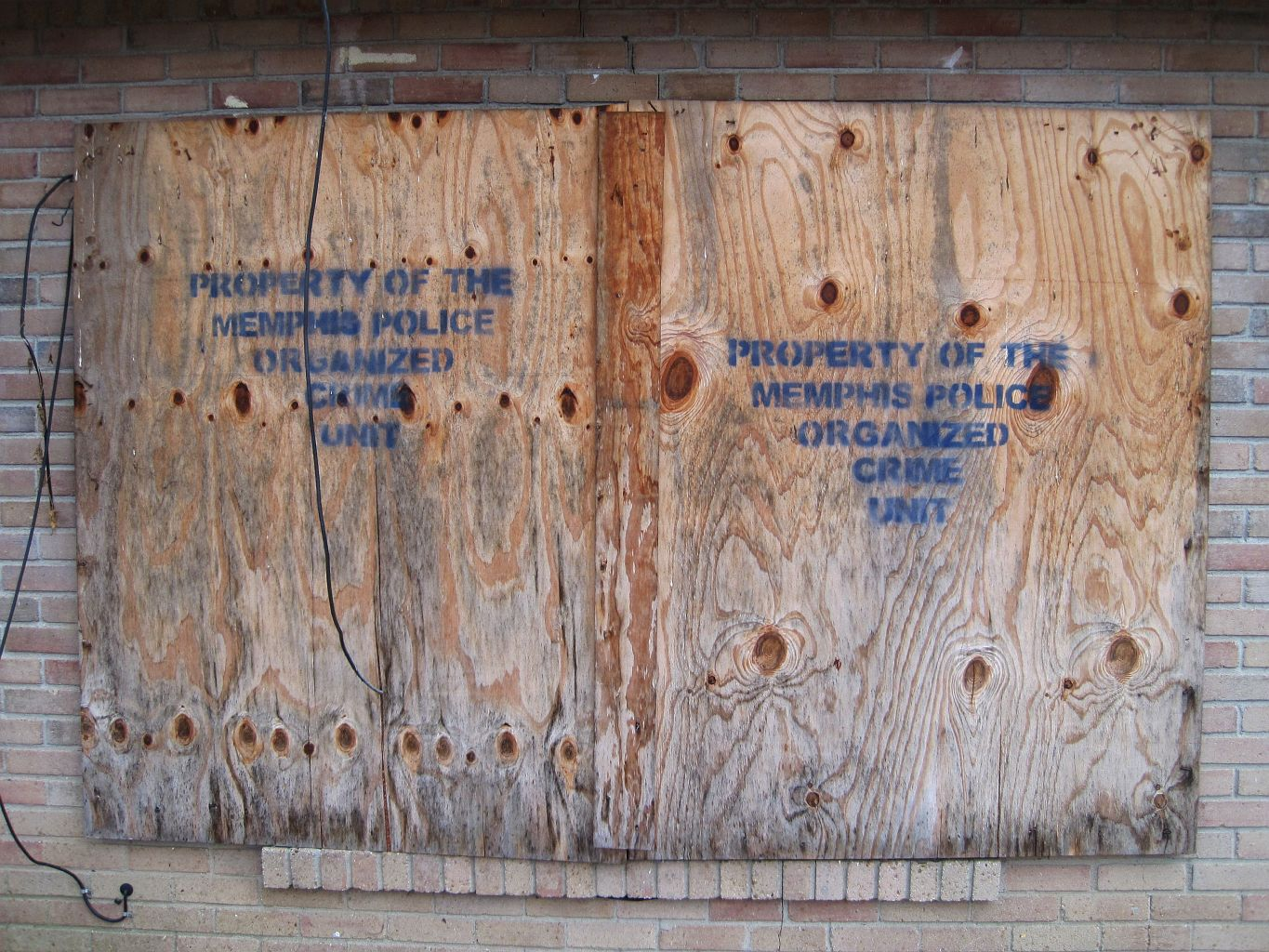
Confiscated house in Klondike neighborhood
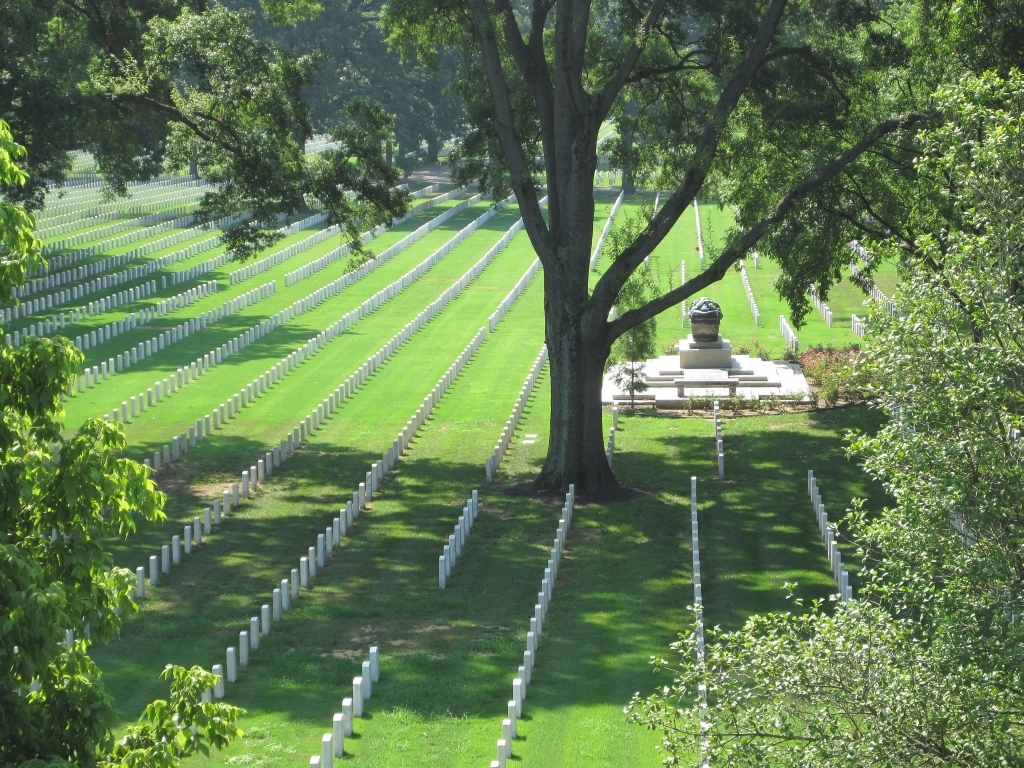
Memphis National Cemetery
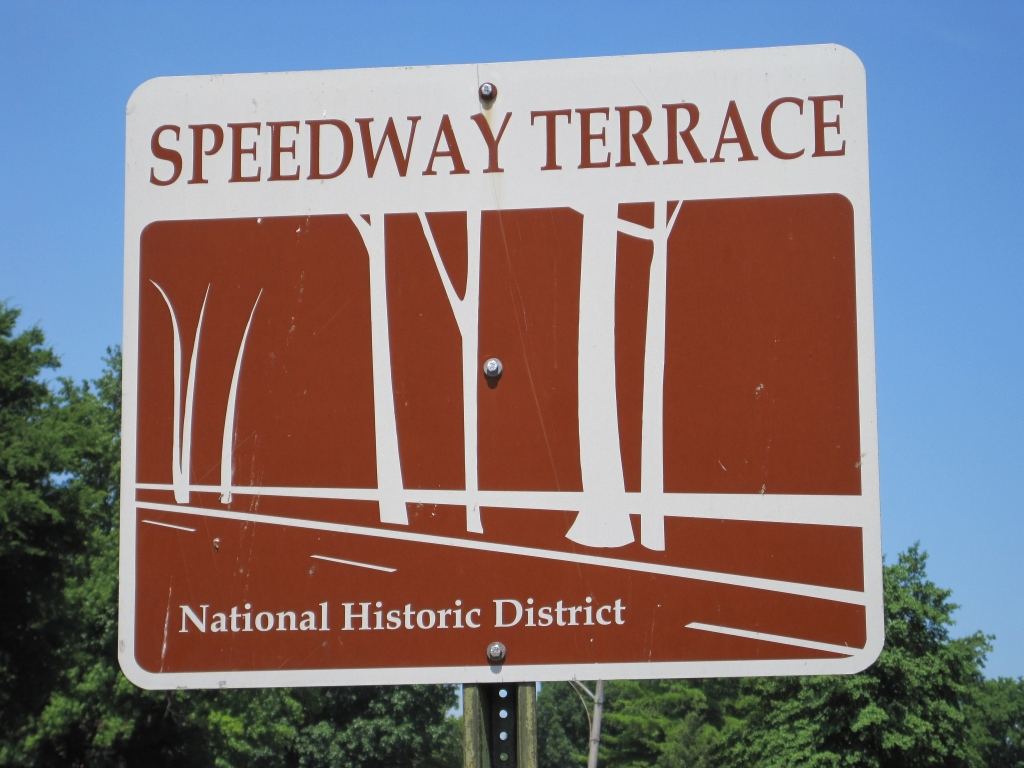
Speedway Terrace
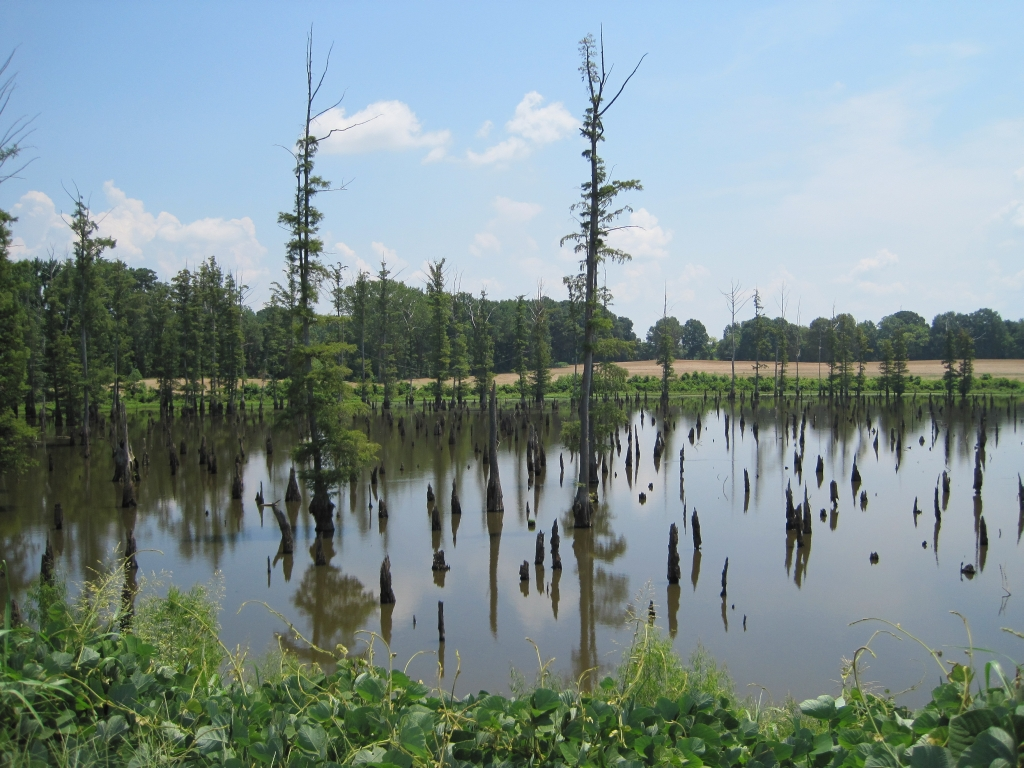
Firestone Park in Frayser
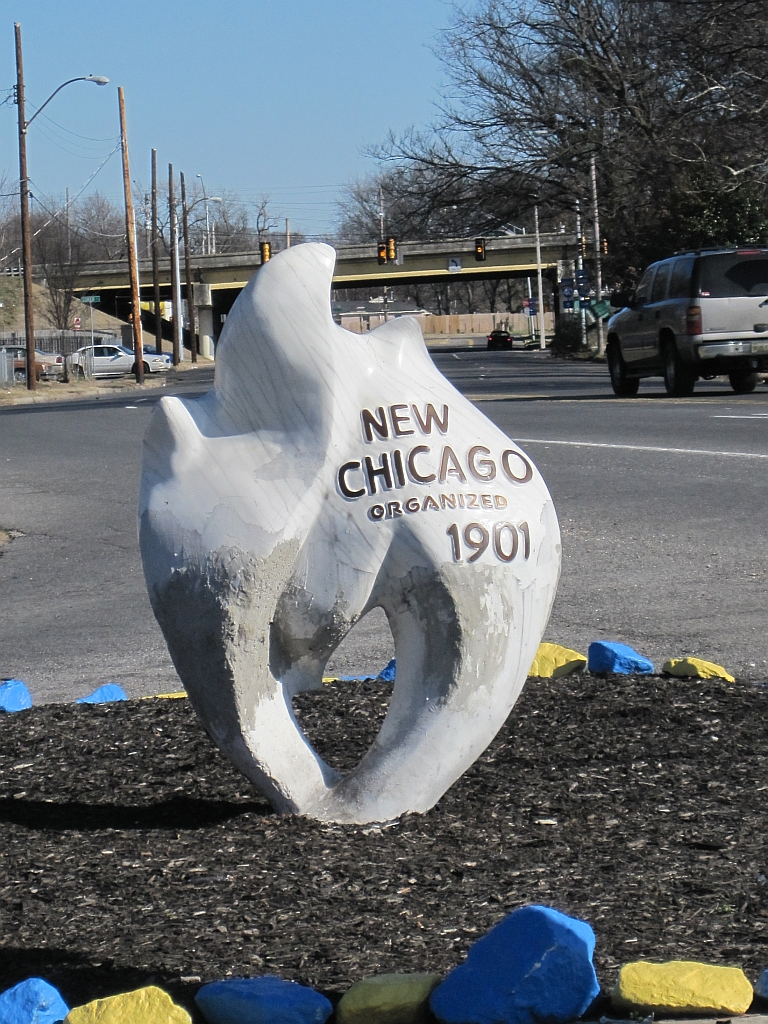
New Chicago
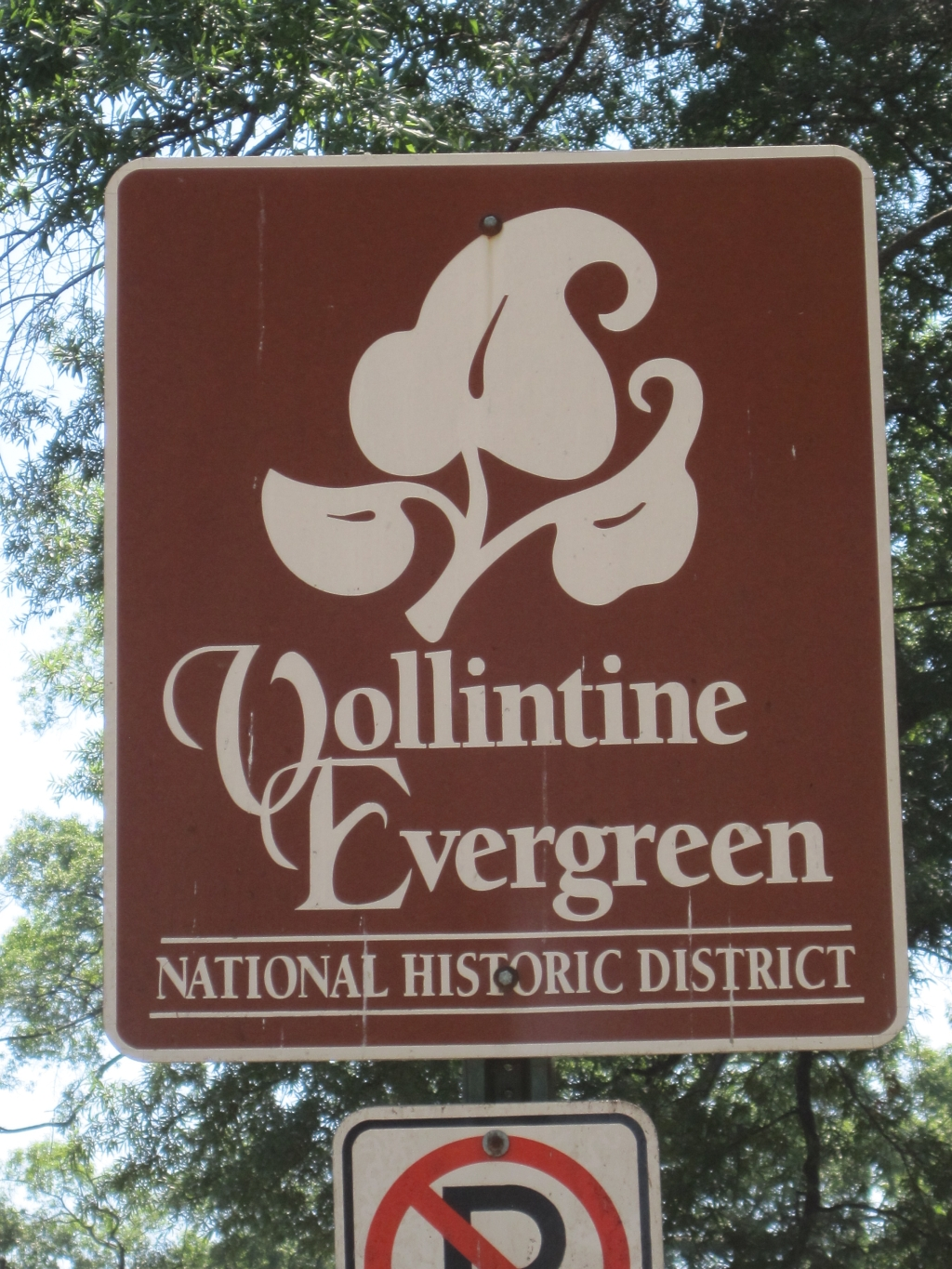
Vollintine Evergreen
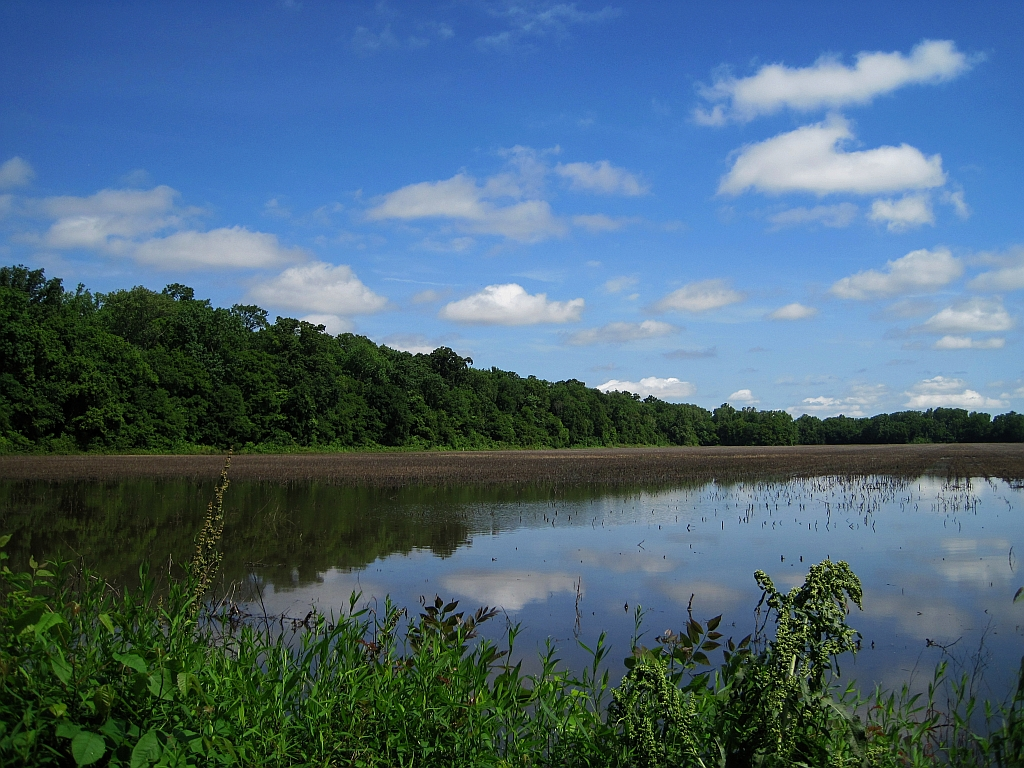
Shelby Forest